# Yerbabuena Isbontick
Yerbabuena Isbontick är en ort i Mexiko.   Den ligger i kommunen Bochil och delstaten Chiapas, i den sydöstra delen av landet, 700 km öster om huvudstaden Mexico City. Yerbabuena Isbontick ligger 1 632 meter över havet och antalet invånare är 933.
Terrängen runt Yerbabuena Isbontick är huvudsakligen kuperad, men åt nordost är den bergig. Terrängen runt Yerbabuena Isbontick sluttar västerut. Runt Yerbabuena Isbontick är det ganska tätbefolkat, med 116 invånare per kvadratkilometer. Närmaste större samhälle är Bochil, 7,6 km norr om Yerbabuena Isbontick. I omgivningarna runt Yerbabuena Isbontick växer huvudsakligen savannskog.